# Stefan Meissner
Stefan Meissner pseud. „Krzysztof” (ur. 14 stycznia 1926 w Buczynku) – polski działacz konspiracji niepodległościowej w czasie II wojny światowej, uczestnik powstania warszawskiego. Honorowy obywatel miasta stołecznego Warszawy.

## Życiorys
Podczas polskiej wojny obronnej we wrześniu 1939 roku brał udział w cywilnej obronie Warszawy (gaszenie pożarów, transport rannych itp.). Podczas okupacji niemieckiej, należał do konspiracji w ramach Armii Krajowej. 
Podczas powstania warszawskiego był żołnierzem w ramach 140 plutonu 2 kompanii IV Zgrupowania „Gurt”. Brał udział w walkach o hotel Astoria, koszary policji przy ul. Ciepłej, Dworzec Główny, restaurację Żywiec oraz gmach PAST-y przy ul. Zielnej 37/39. Był trzykrotnie ranny. Po powstaniu jako jeniec trafił do Stalagu IV B Mühlberg.
20 czerwca 2024 roku, Rada miasta stołecznego Warszawy nadała mu tytuł Honorowego Obywatela Miasta Stołecznego Warszawy.

## Wybrane odznaczenia
- Krzyż Walecznych[3],
- Medal Wojska[3],
- Krzyż Armii Krajowej[3],
- Warszawski Krzyż Powstańczy[3],
- Krzyż Partyzancki[3],
- Medal za Warszawę 1939–1945[3],
- Odznaka Weterana Walk o Niepodległość[3]

## Wybrana bibliografia autorska
- Krzyknęli „Wolność!”. Wspomnienia z okupacji i powstania, Wydawnictwo Bellona, 2012; ISBN:978-83-11-12332-8)